# William S. Darling
William Sandorhazi Darling (* 14. September 1882 in Șandra, Österreich-Ungarn; † 15. September 1963 in Laguna Beach, Kalifornien; eigentlich Wilmos Bela Sandorhazi) war ein US-amerikanischer Szenenbildner und Maler ungarischer Herkunft.

## Leben
Nach seinem Kunststudium an der Ungarischen Akademie der Bildenden Künste in Budapest und an der École des Beaux-Arts in Paris wanderte William S. Darling im Jahr 1910 in die Vereinigten Staaten aus. Gebürtig Wilmos Bela Sandorhazi, nahm er Anfang der 1920er Jahre den Nachnamen seiner Frau an. Ab 1921 arbeitete er als Art Director beim Film. Ein Jahr darauf stieß er zur Fox Film Corporation, wo er sich schon bald als führende Kraft seines Fachs etablierte. Auch nach der Fusion des Studios mit 20th Century Pictures zur 20th Century Fox war er weiterhin der wichtigste Filmarchitekt des Studios, als der er sowohl für B-Filme als auch für Prestigeproduktionen zuständig war. Er bewährte sich vor allem mit Filmbauten für exotische Schauplätze, wie in Charlie Chan in Ägypten (1935) oder Nacht über Indien (1939). Besonders häufig wurde er für Filme mit dem damaligen Kinderstar Shirley Temple verpflichtet, so etwa für Der kleinste Rebell (1935), Shirley Ahoi! (1936) und Rekrut Willie Winkie (1937). Über die Jahre arbeitete er zudem unter der Leitung einiger namhafter Regisseure, darunter F. W. Murnau, Frank Lloyd, John Ford, Fritz Lang und John Cromwell. Zusammen mit anderen Szenenbildnern wurde er insgesamt siebenmal für den Oscar in der Kategorie Bestes Szenenbild nominiert. Für die drei Filme Kavalkade (1933), Das Lied von Bernadette (1943) und Anna und der König von Siam (1946) konnte er die Trophäe gewinnen. 
Nebenher betätigte er sich, wie bereits vor seiner Arbeit beim Film, als Maler impressionistischer Werke. In den 1920er und 1930er Jahren fertigte er zahlreiche Aquarell- und Gouache-Bilder mit örtlichen Landschaftsmotiven an. In den 1950er Jahren bewegte er sich vornehmlich in den Künstlerkreisen von Laguna Beach und Palm Springs. In dieser Zeit malte er vor allem Ansichten von Küsten und Wüsten mit Aquarell-, aber auch mit Ölfarben. Zudem war er Mitglied der Laguna Beach Art Association. Er starb im Jahr 1963 einen Tag nach seinem 81. Geburtstag in Laguna Beach. Im Jahr 2011 wurde er zusammen mit Robert F. Boyle und Alfred Junge in die Hall of Fame der Art Directors Guild aufgenommen.

## Filmografie (Auswahl)
- 1922: Bahn frei! (A Question of Honor) – Regie: Edwin Carewe
- 1927: Bezahlte Liebe (Paid to Love) – Regie: Howard Hawks
- 1928: Blaue Jungen – blonde Mädchen (A Girl in Every Port) – Regie: Howard Hawks
- 1928: Vier Teufel (4 Devils) – Regie: F. W. Murnau
- 1929: Salute – Regie: John Ford, David Butler
- 1929: Die schwarze Garde (The Black Watch) – Regie: John Ford
- 1930: Common Clay – Regie: Victor Fleming
- 1931: Bad Girl – Regie: Frank Borzage
- 1933: Kavalkade (Cavalcade) – Regie: Frank Lloyd
- 1933: Revolte im Zoo (Zoo in Budapest) – Regie: Rowland V. Lee
- 1933: Dr. Bull (Doctor Bull) – Regie: John Ford
- 1934: Das Leben geht weiter (The World Moves On) – Regie: John Ford
- 1934: Liebesreigen (Music in the Air) – Regie: Joe May
- 1935: The Little Colonel – Regie: David Butler
- 1935: Mit Volldampf voraus (Steamboat Round the Bend) – Regie: John Ford
- 1935: Our Little Girl – Regie: John S. Robertson
- 1935: Charlie Chan in Ägypten (Charlie Chan in Egypt) – Regie: Louis King
- 1935: Der kleinste Rebell (The Littlest Rebel) – Regie: David Butler
- 1935: Der Mann, der die Bank von Monte Carlo sprengte (The Man Who Broke the Bank at Monte Carlo) – Regie: Stephen Roberts
- 1936: Der Gefangene der Haifischinsel (The Prisoner of Shark Island) – Regie: John Ford
- 1936: Die Botschaft an Garcia (A Message to Garcia) – Regie: George Marshall
- 1936: Shirley Ahoi! (Captain January) – Regie: David Butler
- 1936: Unter zwei Flaggen (Under Two Flags) – Regie: Frank Lloyd
- 1936: Poor Little Rich Girl – Regie: Irving Cummings
- 1936: Signale nach London (Lloyd’s of London) – Regie: Henry King
- 1936: Sonnenscheinchen (Stowaway) – Regie: William A. Seiter
- 1937: Gehn wir bummeln (On the Avenue) – Regie: Roy Del Ruth
- 1937: Im siebenten Himmel (Seventh Heaven) – Regie: Henry King
- 1937: Rekrut Willie Winkie (Wee Willie Winkie) – Regie: John Ford
- 1938: Chicago (In Old Chicago) – Regie: Henry King
- 1939: Jesse James, Mann ohne Gesetz (Jesse James) – Regie: Henry King
- 1939: Nacht über Indien (The Rains Came) – Regie: Clarence Brown
- 1940: Treck nach Utah (Brigham Young – Frontiersman) – Regie: Henry Hathaway
- 1943: Auch Henker sterben (Hangmen Also Die) – Regie: Fritz Lang
- 1943: Das Lied von Bernadette (The Song of Bernadette) – Regie: Henry King
- 1944: Schlüssel zum Himmelreich (The Keys of the Kingdom) – Regie: John M. Stahl
- 1946: Anna und der König von Siam (Anna and the King of Siam) – Regie: John Cromwell
- 1954: Der Talisman (King Richard and the Crusaders) – Regie: David Butler

## Auszeichnungen
Oscar – Bestes Szenenbild
Gewonnen:
- 1934: Kavalkade
- 1944: Das Lied von Bernadette (zusammen mit James Basevi, Thomas Little)
- 1947: Anna und der König von Siam (zusammen mit Lyle R. Wheeler, Thomas Little, Frank E. Hughes)

Nominiert:
- 1937: Signale nach London
- 1938: Rekrut Willie Winkie (zusammen mit David S. Hall)
- 1940: Nacht über Indien (zusammen mit George Dudley)
- 1946: Schlüssel zum Himmelreich (zusammen mit James Basevi, Thomas Little, Frank E. Hughes)